# 1958-as labdarúgó-világbajnokság (1. csoport)
Az 1958-as labdarúgó-világbajnokság 1. csoportjának mérkőzéseit június 8. és június 15. között játszották. A csoportban a világbajnoki címvédő NSZK, Argentína, Csehszlovákia és a mezőnyben újonc Észak-Írország szerepelt.
Pontegyenlőség esetén a második és a harmadik helyezett játszott még egyszer egymás ellen. Ha az első és a második helyezett között alakult ki pontegyenlőség, akkor a gólkülönbség döntötte el a csoportelsőség kérdését. A csoportból az NSZK és Észak-Írország jutott tovább az első két helyen. A mérkőzéseken összesen 27 gól esett. 

## Végeredmény
| Csapat         | M | Gy | D | V | Lg | Kg | Gk | P |
| -------------- | - | -- | - | - | -- | -- | -- | - |
| NSZK           | 3 | 1  | 2 | 0 | 7  | 5  | +2 | 4 |
| Észak-Írország | 3 | 1  | 1 | 1 | 4  | 5  | –1 | 3 |
| Csehszlovákia  | 3 | 1  | 1 | 1 | 8  | 4  | +4 | 3 |
| Argentína      | 3 | 1  | 0 | 2 | 5  | 10 | –5 | 2 |

## Mérkőzések

### Argentína – NSZK
| 1958. június 8. 19:00 |

| NSZK                    | 3–1               | Argentína   |
| ----------------------- | ----------------- | ----------- |
| Rahn 32' 79' Seeler 40' | (2–1) Jegyzőkönyv | Corbatta 2' |

| Malmö Stadion, Malmö Nézőszám: 32 000 Játékvezető: Reginald Leafe (angol) Asszisztensek: Leo Helge (dán), Sten Ahlner (svéd) |

| NSZK | Argentína |

| GK                   | 1  | Fritz Herkenrath  |
| DF                   | 2  | Herbert Erhardt   |
| DF                   | 3  | Erich Juskowiak   |
| MF                   | 7  | Georg Stollenwerk |
| MF                   | 4  | Horst Eckel       |
| MF                   | 6  | Horst Szymaniak   |
| FW                   | 10 | Alfred Schmidt    |
| FW                   | 8  | Helmut Rahn       |
| FW                   | 9  | Fritz Walter      |
| FW                   | 11 | Hans Schäfer      |
| FW                   | 12 | Uwe Seeler        |
| Szövetségi kapitány: |    |                   |
| Sepp Herberger       |    |                   |

| GK                   | 1  | Amadeo Carrizo     |
| DF                   | 2  | Pedro Dellacha     |
| DF                   | 3  | Federico Vairo     |
| MF                   | 4  | Francisco Lombardo |
| MF                   | 5  | Néstor Rossi       |
| MF                   | 6  | José Varacka       |
| FW                   | 7  | Oreste Corbatta    |
| FW                   | 8  | Eliseo Prado       |
| FW                   | 9  | Norberto Menéndez  |
| FW                   | 10 | Alfredo Rojas      |
| FW                   | 11 | Osvaldo Cruz       |
| Szövetségi kapitány: |    |                    |
| Guillermo Stábile    |    |                    |

### Észak-Írország – Csehszlovákia
| 1958. június 8. 19:00 |

| Észak-Írország | 1–0               | Csehszlovákia |
| -------------- | ----------------- | ------------- |
| Cush 16'       | (1–0) Jegyzőkönyv |               |

| Örjans Vall, Halmstad Nézőszám: 26 000 Játékvezető: Friedrich Seipelt (osztrák) Asszisztensek: Arthur Ellis (angol), Joaquim Campos (portugál) |

| Észak-Írország | Csehszlovákia |

| GK                   | 1  | Harry Gregg        |
| DF                   | 5  | Dick Keith         |
| DF                   | 3  | Alf McMichael      |
| DF                   | 2  | Willie Cunningham  |
| MF                   | 4  | Danny Blanchflower |
| MF                   | 6  | Bertie Peacock     |
| FW                   | 7  | Billy Bingham      |
| FW                   | 8  | Wilbur Cush        |
| FW                   | 16 | Derek Dougan       |
| FW                   | 10 | Jimmy McIlroy      |
| FW                   | 11 | Peter McParland    |
| Szövetségi kapitány: |    |                    |
| Peter Doherty        |    |                    |

| GK                   | 19 | Břetislav Dolejší  |
| DF                   | 2  | Gustav Mráz        |
| DF                   | 4  | Ladislav Novák     |
| DF                   | 6  | Svatopluk Pluskal  |
| MF                   | 3  | Jiří Čadek         |
| MF                   | 5  | Josef Masopust     |
| FW                   | 13 | Václav Hovorka     |
| FW                   | 8  | Milan Dvořák       |
| FW                   | 10 | Jaroslav Borovička |
| FW                   | 15 | Jan Hertl          |
| FW                   | 11 | Tadeusz Kraus      |
| Szövetségi kapitány: |    |                    |
| Karel Kolský         |    |                    |

### NSZK – Csehszlovákia
| 1958. június 11. 19:00 |

| NSZK                 | 2–2               | Csehszlovákia                   |
| -------------------- | ----------------- | ------------------------------- |
| Schäfer 59' Rahn 70' | (0–2) Jegyzőkönyv | Dvořák 24' (11-esből) Zikán 43' |

| Olimpiai Stadion, Helsingborg Nézőszám: 25 000 Játékvezető: Arthur Ellis (angol) Asszisztensek: Reginald Leafe (angol), Friedrich Seipelt (osztrák) |

| NSZK | Csehszlovákia |

| GK                   | 1  | Fritz Herkenrath        |
| DF                   | 7  | Georg Stollenwerk       |
| DF                   | 3  | Erich Juskowiak         |
| DF                   | 17 | Karl-Heinz Schnellinger |
| DF                   | 2  | Herbert Erhardt         |
| MF                   | 6  | Horst Szymaniak         |
| FW                   | 8  | Helmut Rahn             |
| FW                   | 9  | Fritz Walter            |
| FW                   | 12 | Uwe Seeler              |
| FW                   | 11 | Hans Schäfer            |
| FW                   | 13 | Bernhard Klodt          |
| Szövetségi kapitány: |    |                         |
| Sepp Herberger       |    |                         |

| GK                   | 19 | Břetislav Dolejší |
| DF                   | 2  | Gustav Mráz       |
| DF                   | 4  | Ladislav Novák    |
| DF                   | 6  | Svatopluk Pluskal |
| DF                   | 16 | Ján Popluhár      |
| MF                   | 5  | Josef Masopust    |
| FW                   | 13 | Václav Hovorka    |
| FW                   | 8  | Milan Dvořák      |
| FW                   | 9  | Molnár Pál        |
| FW                   | 14 | Jiří Feureisl     |
| FW                   | 12 | Zdeněk Zikán      |
| Szövetségi kapitány: |    |                   |
| Karel Kolský         |    |                   |

### Argentína – Észak-Írország
| 1958. június 11. 19:00 |

| Argentína                                     | 3–1               | Észak-Írország |
| --------------------------------------------- | ----------------- | -------------- |
| Corbatta 38' (11-esből) Menéndez 55' Avio 89' | (1–1) Jegyzőkönyv | McParland 3'   |

| Örjans Vall, Halmstad Nézőszám: 14 000 Játékvezető: Sten Ahlner (svéd) Asszisztensek: Joaquim Campos (portugál), Leo Helge (dán) |

| Argentína | Észak-Írország |

| GK                   | 1  | Amadeo Carrizo     |
| DF                   | 2  | Pedro Dellacha     |
| DF                   | 3  | Federico Vairo     |
| MF                   | 4  | Francisco Lombardo |
| MF                   | 5  | Néstor Rossi       |
| MF                   | 6  | José Varacka       |
| FW                   | 7  | Oreste Corbatta    |
| FW                   | 9  | Norberto Menéndez  |
| FW                   | 11 | Ángel Labruna      |
| FW                   | 18 | Norberto Boggio    |
| FW                   | 19 | Ludovico Avio      |
| Szövetségi kapitány: |    |                    |
| Guillermo Stábile    |    |                    |

| GK                   | 1  | Harry Gregg        |
| DF                   | 2  | Willie Cunningham  |
| DF                   | 3  | Alf McMichael      |
| MF                   | 5  | Dick Keith         |
| MF                   | 6  | Bertie Peacock     |
| MF                   | 4  | Danny Blanchflower |
| FW                   | 10 | Jimmy McIlroy      |
| FW                   | 7  | Billy Bingham      |
| FW                   | 8  | Wilbur Cush        |
| FW                   | 11 | Peter McParland    |
| FW                   | 14 | Jackie Scott       |
| Szövetségi kapitány: |    |                    |
| Peter Doherty        |    |                    |

### NSZK – Észak-Írország
| 1958. június 15. 19:00 |

| NSZK                | 2–2               | Észak-Írország    |
| ------------------- | ----------------- | ----------------- |
| Rahn 20' Seeler 79' | (1–1) Jegyzőkönyv | McParland 17' 58' |

| Malmö Stadion, Malmö Nézőszám: 35 000 Játékvezető: Joaquim Campos (portugál) Asszisztensek: Sten Ahlner (svéd), Leo Helge (dán) |

| NSZK | Észak-Írország |

| GK                   | 1  | Fritz Herkenrath  |
| DF                   | 7  | Georg Stollenwerk |
| DF                   | 3  | Erich Juskowiak   |
| DF                   | 2  | Herbert Erhardt   |
| MF                   | 4  | Horst Eckel       |
| MF                   | 6  | Horst Szymaniak   |
| FW                   | 8  | Helmut Rahn       |
| FW                   | 9  | Fritz Walter      |
| FW                   | 12 | Uwe Seeler        |
| FW                   | 11 | Hans Schäfer      |
| FW                   | 13 | Bernhard Klodt    |
| Szövetségi kapitány: |    |                   |
| Sepp Herberger       |    |                   |

| GK                   | 1  | Harry Gregg        |
| DF                   | 5  | Dick Keith         |
| DF                   | 3  | Alf McMichael      |
| DF                   | 2  | Willie Cunningham  |
| MF                   | 4  | Danny Blanchflower |
| MF                   | 6  | Bertie Peacock     |
| FW                   | 7  | Billy Bingham      |
| FW                   | 8  | Wilbur Cush        |
| FW                   | 13 | Tommy Casey        |
| FW                   | 10 | Jimmy McIlroy      |
| FW                   | 11 | Peter McParland    |
| Szövetségi kapitány: |    |                    |
| Peter Doherty        |    |                    |

### Csehszlovákia – Argentína
| 1958. június 15. 19:00 |

| Csehszlovákia                                               | 6–1               | Argentína               |
| ----------------------------------------------------------- | ----------------- | ----------------------- |
| Dvořák 8' Zikán 17' 40' Feureisl 69' Václav Hovorka 82' 89' | (3–0) Jegyzőkönyv | Corbatta 65' (11-esből) |

| Olimpiai Stadion, Helsingborg Nézőszám: 20 000 Játékvezető: Arthur Ellis (angol) Asszisztensek: Reginald Leafe (angol), Friedrich Seipelt (osztrák) |

| Csehszlovákia | Argentína |

| GK                   | 19 | Břetislav Dolejší  |
| DF                   | 2  | Gustav Mráz        |
| DF                   | 4  | Ladislav Novák     |
| MF                   | 8  | Milan Dvořák       |
| MF                   | 16 | Ján Popluhár       |
| MF                   | 5  | Josef Masopust     |
| FW                   | 13 | Václav Hovorka     |
| FW                   | 10 | Jaroslav Borovička |
| FW                   | 14 | Jiří Feureisl      |
| FW                   | 9  | Molnár Pál         |
| FW                   | 12 | Zdeněk Zikán       |
| Szövetségi kapitány: |    |                    |
| Karel Kolský         |    |                    |

| GK                   | 1  | Amadeo Carrizo     |
| DF                   | 2  | Pedro Dellacha     |
| DF                   | 3  | Federico Vairo     |
| MF                   | 4  | Francisco Lombardo |
| MF                   | 5  | Néstor Rossi       |
| MF                   | 6  | José Varacka       |
| FW                   | 7  | Oreste Corbatta    |
| FW                   | 19 | Ludovico Avio      |
| FW                   | 9  | Norberto Menéndez  |
| FW                   | 11 | Ángel Labruna      |
| FW                   | 22 | Osvaldo Cruz       |
| Szövetségi kapitány: |    |                    |
| Guillermo Stábile    |    |                    |

### Rájátszás: Észak-Írország – Csehszlovákia
| 1958. június 17. 19:00 |

| Észak-Írország    | 2–1 (h.u.)        | Csehszlovákia |
| ----------------- | ----------------- | ------------- |
| McParland 44' 91' | (1–1) Jegyzőkönyv | Zikán 19'     |

| Malmö Stadion, Malmö Nézőszám: 26 000 Játékvezető: Maurice Guigue (francia) Asszisztensek: Joaquim Campos (portugál), Sten Ahlner (svéd) |

| Észak-Írország | Csehszlovákia |

| GK                   | 12 | Norman Uprichard   |
| DF                   | 5  | Dick Keith         |
| DF                   | 3  | Alf McMichael      |
| DF                   | 2  | Willie Cunningham  |
| MF                   | 4  | Danny Blanchflower |
| MF                   | 6  | Bertie Peacock     |
| FW                   | 7  | Billy Bingham      |
| FW                   | 8  | Wilbur Cush        |
| FW                   | 14 | Jackie Scott       |
| FW                   | 10 | Jimmy McIlroy      |
| FW                   | 11 | Peter McParland    |
| Szövetségi kapitány: |    |                    |
| Peter Doherty        |    |                    |

| GK                   | 19 | Břetislav Dolejší  |      |
| DF                   | 2  | Gustav Mráz        |      |
| DF                   | 4  | Ladislav Novák     |      |
| DF                   | 17 | Titus Buberník     | 100′ |
| MF                   | 16 | Ján Popluhár       |      |
| MF                   | 5  | Josef Masopust     |      |
| FW                   | 8  | Milan Dvořák       |      |
| FW                   | 9  | Molnár Pál         |      |
| FW                   | 14 | Jiří Feureisl      |      |
| FW                   | 10 | Jaroslav Borovička |      |
| FW                   | 12 | Zdeněk Zikán       |      |
| Szövetségi kapitány: |    |                    |      |
| Karel Kolský         |    |                    |      |